# Ерденедалай
Ерденедалай (монг. Эрдэнэдалай) — сомон у Середньо-Гобійському аймаці Монголії. Територія 7,4 тис. км², населення 6,9 тис. чол. Центр — селище Сангийн далай, розташований на відстані 110 км від міста Мандалговь та у 250 км від Улан-Батора.

## Рельєф
Більшу частину території займають долини Сангийн далай, Ширгуун, Хутул ус, Бодьсого, Хошаант, Хашаатин. Гори Цагаан овоо (1800 м), Агьт мурен (1564), Рашаант. Озера Сангийн далай, Цагаан, Хар, Улаан.

## Клімат
Різкоконтинентальний клімат. Середня температура січня −18-19 градусів, липня +19+20 градусів, щорічна норма опадів 200–260 мм.

## Економіка
Є родивища вугілля, залізної руди, дорогоцінного каміння, золота. Будівельна та хімічна сировина.

## Тваринний світ
Водяться аргалі, лисиці, вовки, дикі кішки-манули, зайці, дикі кози, тарбагани.

## Соціальна сфера
Школа, лікарня, сфера обслуговування.